# Krinertseen
Das Naturschutzgebiet Krinertseen liegt auf dem Gebiet der Gemeinden Temmen-Ringenwalde und Milmersdorf im Landkreis Uckermark in Brandenburg.
Das Gebiet mit der Kenn-Nummer 1048, das zum Biosphärenreservat Schorfheide-Chorin gehört, wurde mit Verordnung vom 12. September 1990 unter Naturschutz gestellt. Das rund 351 ha große Naturschutzgebiet mit dem 74 ha großen Großen und dem 46 ha großen Kleinen Krinertsee mit dem angrenzenden Verlandungsmoor erstreckt sich südöstlich von Temmen, einem Ortsteil von Temmen-Ringenwalde. Am nördlichen Rand des Gebietes verläuft die Landesstraße L 241 und am westlichen Rand die L 23. Nördlich erstreckt sich der 44,5 ha große Klarer See und östlich der 44 ha große Düstersee.

## Bedeutung
Das Gebiet wurde unter Schutz gestellt
- zur Erhaltung und Förderung der Lebensräume bedrohter Tier- und Pflanzenarten, insbesondere der mesotroph-alkalischen Seen und der oligotrophen Verlandungsmoore und
- wegen der besonderen Eigenart und hervorragenden Schönheit des Gebietes.